# أنطوني مارين
أنطوني مارين (بالفرنسية: Anthony Marin)‏ (21 سبتمبر 1989 بمارسيليا في فرنسا - ) هو لاعب كرة قدم فرنسي في مركز الدفاع. لعب مع نادي فريجوس ونيم أولمبيك وبونتيت جراند أفينيون 84 ‏.

## روابط خارجية
- أنطوني مارين على موقع قاعدة بيانات كرة القدم.إي يو (الإنجليزية)
- أنطوني مارين على موقع Soccerway.com (الإنجليزية)